# Pleocoma carinata
Pleocoma carinata är en skalbaggsart som beskrevs av Linsley 1938. Pleocoma carinata ingår i släktet Pleocoma och familjen Pleocomidae. Inga underarter finns listade i Catalogue of Life.